# BINAP

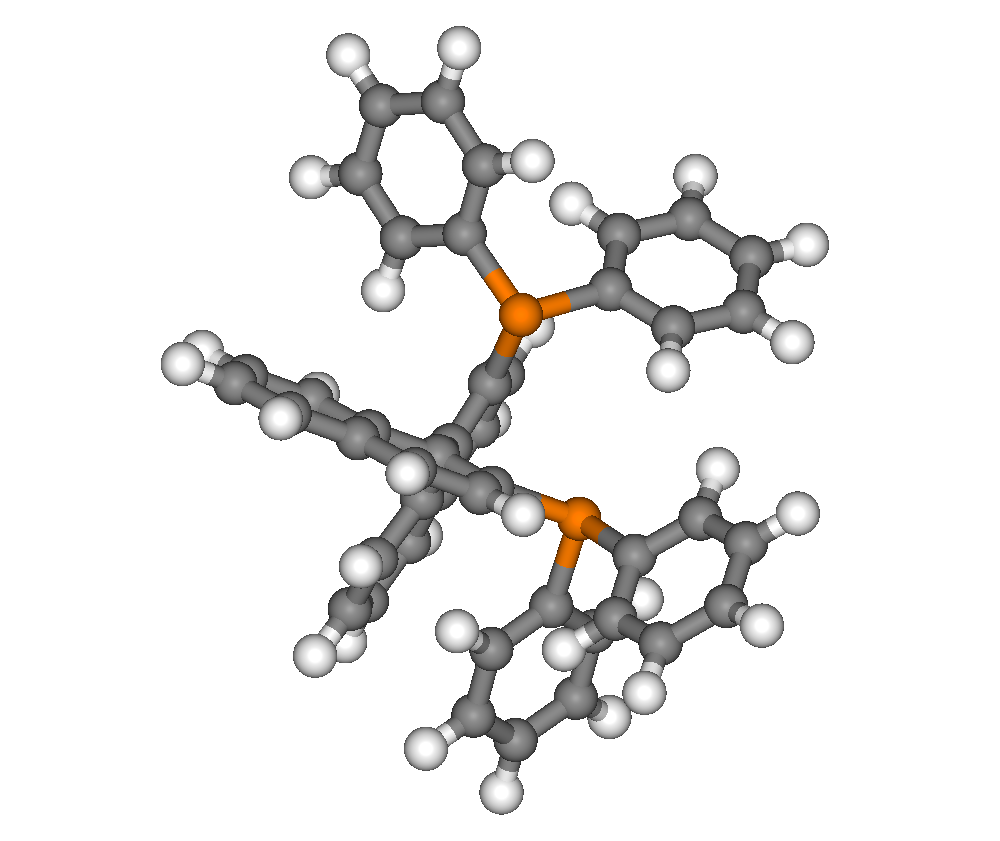
BINAP的球棍模型

BINAP 是有机化合物2,2'-双二苯膦基-1,1'-联萘的缩写。这种手性配体广泛的应用于不对称合成。它由一对2－二苯基膦萘基连接1和1'位（图1）所组成。该C2-对称框架不存在手性原子（参见轴向手性）。由于空间位阻，双萘环的消旋障碍很高从而限制了连接两萘环的化学键自由旋转（参见阻转异构体）。其萘环平面形成的二面角约为90˚。

## 应用
在有机化学中，可使用BINAP与钌、铑和钯的络合物催化剂进行对映选择性反应。 作为该领域的先驱， 野依良治和他的同事发现，铑和BINAP的络合物对于合成(-)-薄荷醇非常有效。
这种合成方法最早由高砂香料工業株式會社工业化。也因为这项工作，野依良治获得了2001年度的诺贝尔化学奖。

## 制备
BINAP可通过BINOL（1,1'-联-2-萘酚）的二－三氟衍生物制备 
。R构型，S构型的对映体或其消旋体都是商业市售试剂。BINAP与铑共轭的试剂为一种广泛使用的化学选择性氢化催化剂。
BINOL可与氯代二苯基膦反应得到磷酸和二苯基-[1,1'-联萘]-2-2'-二醇酯（BINAPO）。